# Aerazione
L'aerazione o aereazione è il rinnovo dell'aria all'interno di un ambiente effettuata mettendolo in comunicazione con l’esterno per mezzo di aperture o condotti per l'eliminazione di vapori, gas, fumi, microrganismi, particolato o altre esalazioni nocive.
L'aerazione o ventilazione è uno degli aspetti inerenti all'igiene e alla salubrità degli ambienti antropizzati: questi fattori toccano indiscutibilmente anche le condizioni di umidità, isolamento acustico e termico dell'ambiente.
Riguardando l'igiene e la sanità pubblica, questi fattori sono regolati a norma di legge, la quale generalmente è applicabile a tutti i nuovi interventi soggetti al rilascio di concessione o autorizzazione edilizia da parte del Sindaco.
Gli ambienti devono essere progettati e realizzati in modo da limitare - ai valori limite stabiliti da leggi o da norme - le concentrazioni di sostanze inquinanti e di vapore acqueo; ovvero di portare le concentrazioni a un livello tale da non costituire rischio per la salute degli esseri viventi che vi dimorano (salubrità) e tali da assicurare la buona conservazione delle cose e degli elementi costitutivi degli ambienti stessi. 
Negli ambienti devono essere altresì impedite l'immissione, il reflusso o la mutua diffusione di aria viziata, inquinanti o esalazioni in genere prodotti all'esterno o al loro stesso interno.